# Te Urewera

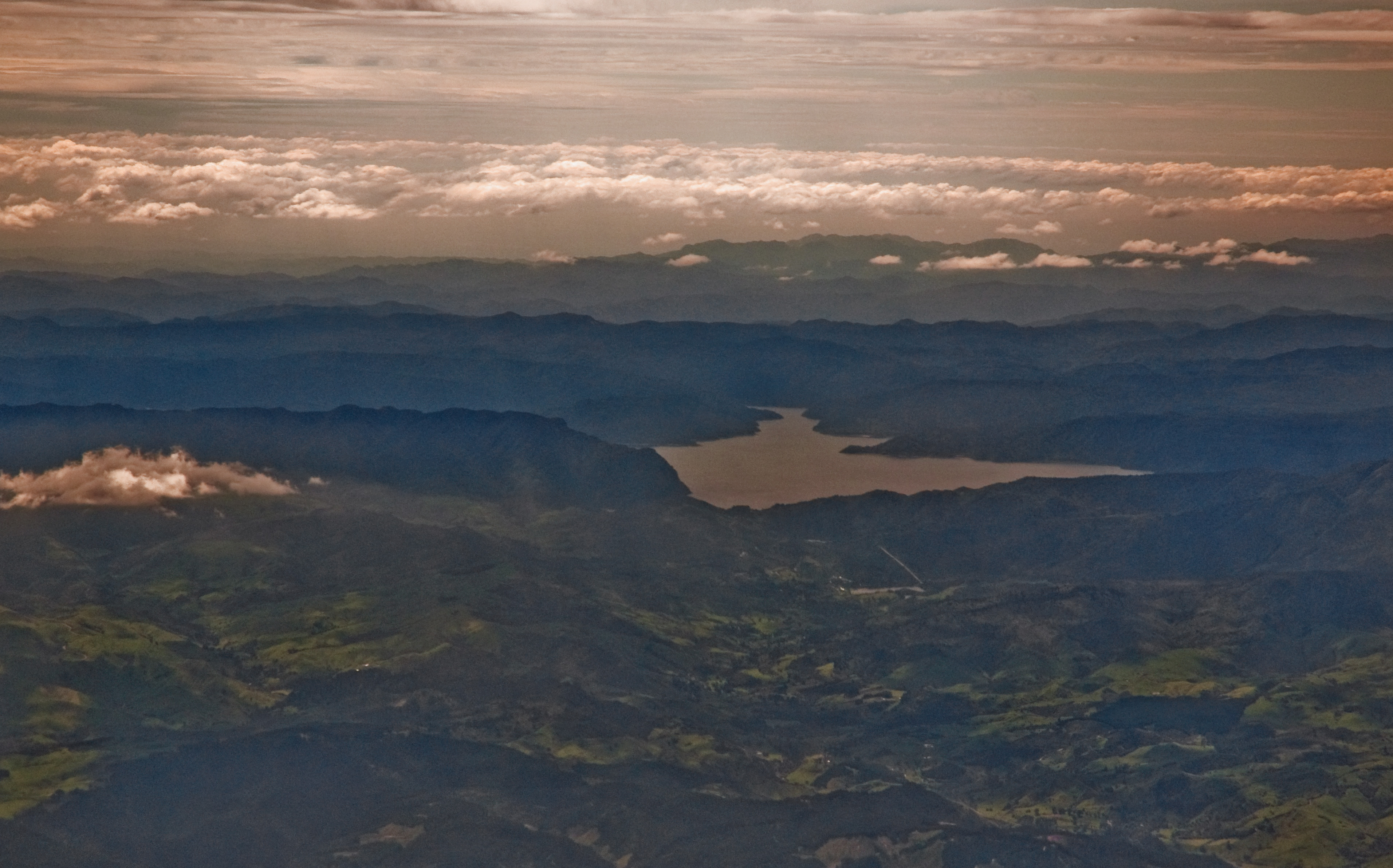
El lago Waikaremoana en Te Urewera.

Te Urewera es un área de colinas montañosas en su mayoría boscosas y escasamente pobladas en la Isla Norte de Nueva Zelanda, en gran parte en la parte norte de la región de Hawke's Bay y en la parte oriental de la región de Bay of Plenty. Gran parte de ella se encuentra en las cordilleras de Huiarau, Ikawhenua y Maungapohatu, y también hay áreas de tierras bajas en el norte. Los lagos Waikaremoana y Waikareiti se encuentran en la parte sureste.
Los asentamientos incluyen Ruatahuna y Ruatoki. El área está aislada, y la carretera estatal 38 es la única carretera principal que la cruza, desde Waiotapu cerca de Rotorua pasando por Murupara hasta Wairoa.
Es el rohe (hogar histórico) de los Tūhoe, un iwi (tribu) maorí conocida por su postura sobre la soberanía maorí. Debido a su aislamiento y bosque denso, Te Urewera permaneció prácticamente intacta por los colonos británicos hasta principios del siglo XX; en la década de 1880 todavía estaba en vigor bajo el control maorí. Te Kooti, un líder maorí, encontró refugio de sus perseguidores entre los Tuhoe, con quienes formó una alianza. Al igual que con el King Country en ese momento, pocos Pākehā se arriesgaban a entrar en Te Urewera. A principios del siglo XX, Rua Kenana Hepetipa formó una comunidad religiosa en Maungapōhatu.
El nombre Te Urewera es una frase maorí que significa «el pene quemado» (te «el», ure «pene», wera «quemado»).
Una gran parte del área tiene un estado protegido. El Parque nacional de Te Urewera fue establecido en 1954 y reemplazado por una nueva entidad legal en 2014. Te Urewera tiene personalidad jurídica y es dueño de sí mismo. Todas las especies de aves del bosque nativo de la Isla Norte, a excepción de los weka, viven en el área. El helecho kiokio (Blechnum discolor) es una planta de sotobosque muy extendida en la zona.